# Els Van den Bogaert-Ceulemans
Elza (Els) Van den Bogaert-Ceulemans geboren als Elza Ceulemans (Lier, 25 maart 1930 - aldaar, 12 maart 2023) was een Belgisch politica voor de CVP.

## Levensloop
Els Van den Bogaert-Ceulemans was van opleiding regentes landbouwhuishoudkunde. Ze werd vormingsmedewerkster bij het Katholiek Vormingswerk van Landelijke Vrouwen (KVLV) en daarna lerares in het bijzonder onderwijs. Eveneens was ze jarenlang voorzitter van de plaatselijke afdeling van de KVLV in Lier. 
Ze was sterk betrokken bij het plaatselijk verenigingsleven in Lier en werd politiek actief voor de CVP. Voor deze partij zetelde ze van 1977 tot 1995 in de gemeenteraad van Lier, waar ze van 1977 tot 1982 schepen van monumenten en stedenbouw was. In 2014 werd haar door de gemeenteraad van Lier de titel van ereschepen toegekend.
Van 1989 tot 1991 zetelde ze tevens in de Senaat als provinciaal senator voor de provincie Antwerpen.
Haar zoon Guido Van den Bogaert werd ook politiek actief.